# Campionati europei giovanili di nuoto 2022
I XLVIII Campionati europei giovanili di nuoto si sono svolti dal 5 al 10 luglio 2022 presso l'Aquatics Complex di Otopeni, Romania.

## Medagliere
| Posizione | Paese                | Oro | Argento | Bronzo | Totale |
| --------- | -------------------- | --- | ------- | ------ | ------ |
| 1         | Ungheria             | 6   | 5       | 3      | 14     |
| 2         | Polonia              | 5   | 4       | 7      | 16     |
| 3         | Romania              | 5   | 4       | 0      | 9      |
| 4         | Francia              | 4   | 6       | 3      | 13     |
| 5         | Italia               | 4   | 5       | 5      | 14     |
| 6         | Turchia              | 4   | 2       | 3      | 9      |
| 7         | Estonia              | 3   | 0       | 0      | 3      |
| 8         | Gran Bretagna        | 2   | 4       | 5      | 11     |
| 9         | Ucraina              | 2   | 3       | 1      | 6      |
| 10        | Bosnia ed Erzegovina | 2   | 1       | 0      | 3      |
| 11        | Belgio               | 1   | 2       | 2      | 5      |
| 12        | Danimarca            | 1   | 2       | 0      | 3      |
| 13        | Rep. Ceca            | 1   | 1       | 0      | 2      |
| 14        | Germania             | 1   | 0       | 2      | 3      |
| 15        | Spagna               | 1   | 0       | 1      | 2      |
| 16        | Paesi Bassi          | 0   | 2       | 1      | 3      |
| 17        | Croazia              | 0   | 1       | 1      | 2      |
| 18        | Austria              | 0   | 1       | 0      | 1      |
| 19        | Grecia               | 0   | 0       | 1      | 1      |
| 19        | Serbia               | 0   | 0       | 1      | 1      |
| 19        | Cipro                | 0   | 0       | 1      | 1      |
| 19        | Israele              | 0   | 0       | 1      | 1      |
| 19        | Svizzera             | 0   | 0       | 1      | 1      |
| 19        | Azerbaigian          | 0   | 0       | 1      | 1      |
| 19        | Svezia               | 0   | 0       | 1      | 1      |
| Totale    | Totale               | 42  | 43      | 41     | 126    |

## Podi

### Uomini
| Evento               | Oro | Tempo    | Argento | Tempo    | Bronzo | Tempo          |
| -------------------- | --- | -------- | --- | -------- | --- | -------------- |
| Stile libero         | |          | |          | |                |
| 50 m                 | David Popovici | 22"16    | Jere Hribar | 22"55    | Martin Kartavi | 22"57          |
| 100 m                | David Popovici | 47"69    | Jacob Whittle | 48"65    | Nikolas Antoniou | 49"67          |
| 200 m                | David Popovici | 1'45"45  | Lorenzo Galossi | 1'47"71  | Jacob Whittle | 1'47"85        |
| 400 m                | Lorenzo Galossi | 3'48"14  | Vlad-Stefan Stancu Krzysztof Chmielewski | 3'50"61  | Non attribuita | Non attribuita |
| 800 m                | Lorenzo Galossi | 7'52"04  | Vlad-Stefan Stancu | 7'54"02  | Krzysztof Chmielewski | 7'56"81        |
| 1500 m               | Vlad-Stefan Stancu | 15'05"47 | Krzysztof Chmielewski | 15'13"46 | Emir Batur Albayrak | 15'15"24       |
| Dorso                | |          | |          | |                |
| 50 m                 | Ksawery Masiuk | 24"65    | Jonathon Marshall | 25"21    | Aaron Szekely | 25"36          |
| 100 m                | Ksawery Masiuk | 52"91    | Oleksandr Zheltyakov | 54"26    | Jonathon Marshall | 54"42          |
| 200 m                | Ksawery Masiuk | 1'56"62  | Oleksandr Zheltyakov | 1'57"65  | Filip Kosinski | 1'58"93        |
| Rana                 | |          | |          | |                |
| 50 m                 | Volodymyr Lisovets | 27"62    | Koen De Groot | 27"65    | Uros Zivanovic | 27"69          |
| 100 m                | Volodymyr Lisovets | 1'00"96  | Koen De Groot | 1'01"21  | Steijn Louter | 1'01"32        |
| 200 m                | Lucien Vergnes | 2'13"02  | Luka Mladenovic | 2'13"21  | George Smith | 2'13"79        |
| Delfino              | |          | |          | |                |
| 50 m                 | Casper Puggaard | 23"67    | Daniel Gracik | 23"94    | Ethan Dumesnil | 24"17          |
| 100 m                | Daniel Gracik | 52"69    | Casper Puggaard | 53"05    | Ethan Dumesnil | 53"35          |
| 200 m                | Krzysztof Chmielewski | 1'55"49  | Michal Chmielewski | 1'56"68  | Ramil Valizada | 1'58"35        |
| Misti                | |          | |          | |                |
| 200 m                | Sanberk Oktar | 2'00"68  | Simone Spediacci | 2'02"65  | Michał Piela | 2'02"77        |
| 400 m                | Michał Piela | 4'20"50  | Zsombror Bujdoso | 4'21"64  | Vasileios Sofikitis | 4"22"22        |
| Staffette            | |          | |          | |                |
| 4x100 m stile libero | Romania David Popovici (47"54) Vlad-Stefan Stancu (51"11) Stefan Cozma (50"56) Patrick-Sebastian Dinu (49"72) Alexandru Constantinescu                                     | 3'18"93  | Gran Bretagna Jacob Whittle (48"69) Alexander Painter (49"91) Evan Jones (49"80) Reuben Rowbotham-Keating (50"61) Calvin Fry                   | 3'19"01  | Italia Lorenzo Galossi (50"08) Elia Codardini (49"96) Davide Passafaro (49"86) Francesco Lazzari (49"49) Simone Locchi                        | 3'19"42        |
| 4x200 m stile libero | Italia Alessandro Ragaini (1'50"06) Filippo Bertoni (1'48"25) Massimo Chiarioni (1'50"38) Lorenzo Galossi (1'48"76) Emanuele Potenza                                       | 7'17"41  | Turchia Sanberk Yigit Oktar (1'49"39) Atakan Malgil (1'50"68) Temiz Tolga (1'51"41) Batuhan Filiz (1'49"51)                                    | 7'20"99  | Polonia Ksawery Masiuk (1'49"12) Krzysztof Matuszewski (1'52"28) Adam Zdybel (1'50"16) Jakub Walter (1'49"77) Kacper Ploska Michal Pruszynski | 7'21"33        |
| 4x100 m misti        | Gran Bretagna Jonathon Marshall (54"54) Elliot Woodburn (1'00"99) Evan Jones (53"97) Jacob Whittle (47"94) Matthew Ward Harvey Freeman Antonio Rodriguez Alexander Painter | 3'37"44  | Ucraina Oleksandr Zheltyakov (54"72) Volodymyr Lisovets (59"77) Arsenii Kovalov (53"49) Yurii Zhovtko (50"04) David Kyzymenko Georgiy Lukashev | 3'38"02  | Polonia Ksawery Masiuk (53"28) Filip Urbanski (1'02"30) Michal Chmielewski (53"29) Jakub Walter (50"02) Filip Kosinski Maciej Gulinski        | 3'38"89        |

### Donne
| Evento               | Oro | Tempo    | Argento | Tempo    | Bronzo | Tempo    |
| -------------------- | --- | -------- | --- | -------- | --- | -------- |
| Stile libero         | |          | |          | |          |
| 50 m                 | Nina Sandrine Jazy | 25"22    | Bianca Costea | 25"34    | Sara Curtis | 25"39    |
| 100 m                | Nikolett Pádár | 54"69    | Dóra Molnár | 55"20    | Roos Vanotterdijk | 55"34    |
| 200 m                | Nikolett Pádár | 1'58"43  | Giulia Vetrano | 1'59"60  | Merve Tuncel | 2'00"02  |
| 400 m                | Merve Tuncel | 4'07"30  | Giulia Vetrano | 4'11"77  | Nikolett Pádár | 4'12"04  |
| 800 m                | Merve Tuncel | 8'28"32  | Alexa Reyna | 8'38"04  | Giulia Vetrano | 8'40"71  |
| 1500 m               | Merve Tuncel | 16'13"68 | Alexa Reyna | 16'21"46 | Julia Barth | 16'33"87 |
| Dorso                | |          | |          | |          |
| 50 m                 | Mary-Ambre Moluh | 27"74    | Lana Komoroczy | 28"31    | Roos Vanotterdijk | 28"62    |
| 100 m                | Dóra Molnár | 1'00"88  | Roos Vanotterdijk | 1'00"90  | Mary-Ambre Moluh | 1'01"36  |
| 200 m                | Dóra Molnár | 2'10"31  | Laura Bernat | 2'11"07  | Evie Dilley | 2'11"19  |
| Rana                 | |          | |          | |          |
| 50 m                 | Eneli Jefimova | 30"44    | Schastine Skifter Tabor | 31"31    | Karolina Piechowicz | 31"44    |
| 100 m                | Eneli Jefimova | 1'06"50  | Justine Delmas | 1'08"80  | Olivia Klint Ipsa | 1'09"29  |
| 200 m                | Eneli Jefimova | 2'26"85  | Justine Delmas | 2'26"86  | Defne Coskun | 2'27"51  |
| Delfino              | |          | |          | |          |
| 50 m                 | Lana Pudar | 26"49    | Roos Vanotterdijk | 26"63    | Jana Pavalic | 26"76    |
| 100 m                | Roos Vanotterdijk | 57"85    | Lana Pudar | 57"88    | Julia Ullmann | 59"39    |
| 200 m                | Lana Pudar | 2'08"92  | Tabatha Avetand | 2'12"06  | Anna Porcari | 2'12"20  |
| Misti                | |          | |          | |          |
| 200 m                | Leah Schlossan | 2'13"49  | Lilla Minna Ábrahám | 2'14"28  | Emma Carrasco Cadens | 2'14"39  |
| 400 m                | Emma Carrasco Cadens | 4'46"39  | Belis Şakar | 4'47"11  | Vivien Jackl | 4'47"51  |
| Staffette            | |          | |          | |          |
| 4x100 m stile libero | Italia Veronica Quaggio (56"31) Marina Cacciapuoti (55"37) Sara Curtis (56"50) Matilde Biagiotti (54"80)                      | 3'42"98  | Francia Mary-Ambre Moluh (55"62) Emmy Preiter (56"47) Melora Trompette (56"01) Giulia Rossi-Bene (55"39) Mathilde Pruvot Albane Cachot | 3'43"49  | Germania Lisa-Marie Finger (56"40) Celina Springer (57"02) Maya Werner (57"56) Nina Sandrine Jazy (54"65) Julianna Dora Bocksa Jette Lenz                                 | 3'45"63  |
| 4x200 m stile libero | Ungheria Lilla Minna Ábrahám (1'59"42) Dóra Molnár (2'00"55) Lili Gyurinovics (2'01"78) Nikolett Pádár (1'57"29)              | 7'59"04  | Italia Giulia Vetrano (2'00"19) Matilde Biagiotti (2'01"48) Helena Musetti (2'03"35) Aurora Zanin (2'03"91)                            | 8'08"93  | Gran Bretagna Hollie Widdows (2'02"22) Emma Croker (2'04"45) Ashleigh Baillie (2'04"65) Erin Little (2'02"10)                                                             | 8'13"42  |
| 4x100 m misti        | Francia Mary-Ambre Moluh (1'01"78) Justine Delmas (1'08"41) Tabatha Avetand (59"95) Giulia Rossi-Bene (55"19) Zoe Carlos-Broc | 4'05"33  | Ungheria Dóra Molnár (1'01"58) Dorottya Barna Bianka (1'09"37) Lora Komoróczy (1'00"49) Nikolett Pádár (54"04)                         | 4'05"48  | Italia Sara Curtis (1'01"92) Irene Mati (1'09"15) Paola Borrelli (59"35) Matilde Biagiotti (55"28) Benedetta Scalise Chiara Dalla Corte Alice Beltrame Marina Cacciapuoti | 4'05"70  |

### Gare miste
| Evento               | Oro | Tempo   | Argento | Tempo   | Bronzo | Tempo   |
| -------------------- | --- | ------- | --- | ------- | --- | ------- |
| Staffette            | |         | |         | |         |
| 4x100 m stile libero | Ungheria Boldizsár Magda (50"53) Benedek Bóna (49"53) Nikolett Pádár (54"28) Dóra Molnár (54"49)                                            | 3'28"83 | Romania David Popovici (47"34) Patrick-Sebastian Dinu (50"03) Bianca Costea (55"47) Rebecca-Aimee Diaconescu (56"51) | 3'29"35 | Polonia Ksawery Masiuk (48"37) Krzysztof Matuszewski (49"75) Julia Kulik (55"10) Pauina Cerpialowska (56"63)         | 3'29"82 |
| 4x100 m misti        | Francia Mary-Ambre Moluh (1'01"38) Lucien Vergnes (1'01"37) Yohan Airaud (52"83) Giulia Rossi-Bene (54"97) Zoe Carlos-Broc Melora Trompette | 3'50"55 | Gran Bretagna Jonathon Marshall (54"69) Elliot Woodburn (1'01"31) Hollie Widdows (1'00"23) Erin Little (55"75)       | 3'51"98 | Ucraina Nika Sharafutdinova (1'02"52) Volodymyr Lisovets (1'00"04) Arsenii Kovalov (53"29) Mariya D'Yachenko (56"88) | 3'52"73 |